# Robert Easton
Robert Easton Burke (Milwaukee, 23 novembre 1930 – Los Angeles, 16 dicembre 2011) è stato un attore statunitense.

## Filmografia parziale

### Cinema
- Chicago, bolgia infernale (Undertow), regia di William Castle (1949)
- La prova del fuoco (The Red Badge of Courage), regia di John Huston (1951)
- A sud rullano i tamburi (Drums in the Deep South), regia di William Cameron Menzies (1951)
- The Neanderthal Man, regia di Ewald André Dupont (1953)
- L'ultimo bersaglio (Combat Squad), regia di Cy Roth (1953)
- L'ultimo bazooka tuona (Hold Back the Night), regia di Allan Dwan (1956)
- Quando l'inferno si scatena (When Hell Broke Loose), regia di Kenneth G. Crane (1958)
- Viaggio in fondo al mare (Voyage to the Bottom of the Sea), regia di Irwin Allen (1961)
- Amante di guerra (The War Lover), regia di Philip Leacock (1962)
- Appuntamento fra le nuvole (Come Fly with Me), regia di Henry Levin (1963)
- Il caro estinto (The Loved One), regia di Tony Richardson (1965)
- La ballata della città senza nome (Paint Your Wagon), regia di Joshua Logan (1969)
- E Johnny prese il fucile (Johnny Got His Gun), regia di Dalton Trumbo (1971)
- L'ossessa - I raccapriccianti delitti di Monroe Park (The Touch of Satan), regia di Don Henderson (1971)
- Heavy Traffic, regia di Ralph Bakshi (1973)
- L'invasione dei ragni giganti (The Giant Spider Invasion), regia di Bill Rebane (1975) - anche sceneggiatore
- Tai-Pan, regia di Daryl Duke (1986)
- Una donna in carriera (Working Girl), regia di Mike Nichols (1988)
- Rotta verso l'ignoto (Star Trek VI: The Undiscovered Country), regia di Nicholas Meyer (1991)
- Cimitero vivente 2 (Pet Sematary Two), regia di Mary Lambert (1992)
- Tutti conoscono Roberta (Little Sister), regia di Jimmy Zeilinger (1992)
- Cose preziose (Needful Things), regia di Fraser Clarke Heston (1993)
- A Beverly Hills... signori si diventa (The Beverly Hillbillies), regia di Penelope Spheeris (1993)
- I colori della vittoria (Primary Colors), regia di Mike Nichols (1998)
- Gods and Generals, regia di Ronald F. Maxwell (2003)
- Red Roses and Petrol, regia di Tamar Simon Hoffs (2003)
- Lost, regia di Darren Lemke (2004)

### Televisione
- Squadra mobile (Racket Squad) – serie TV, 2 episodi (1951-1953)
- Cavalcade of America – serie TV, 2 episodi (1953-1954)
- Gunsmoke – serie TV, un episodio (1955)
- Navy Log – serie TV, episodi 1x02-2x12 (1955-1957)
- TV Reader's Digest – serie TV, episodio 2x20 (1956)
- Screen Directors Playhouse – serie TV, episodio 1x15 (1956)
- Telephone Time – serie TV, episodio 2x14 (1956)
- Corky, il ragazzo del circo (Circus Boy) – serie TV, episodio 2x07 (1957)
- The George Burns and Gracie Allen Show – serie TV, 5 episodi (1957-1958)
- Ricercato vivo o morto (Wanted: Dead or Alive) – serie TV, episodio 3x15 (1961)
- Stingray – serie TV, 39 episodi (1964-1965) - doppiatore
- The Red Skelton Show – serie TV, 6 episodi (1952-1969)
- The Oklahoma City Dolls – film TV (1981)
- Prima base (Long Gone) – film TV (1987)
- Harry's Hong Kong – film TV (1987)

## Doppiatori italiani
Nelle versioni in italiano delle opere in cui ha recitato, Robert Easton è stato doppiato da:
- Gianfranco Bellini ne Il caro estinto
- Sergio Tedesco in La ballata della città senza nome
- Gianni Musy in Una donna in carriera
- Vincenzo Ferro in Rotta verso l'ignoto